# جيم ماكدونيل (ملاكم)
جيم ماكدونيل (بالإنجليزية: Jim McDonnell) مواليد 12 سبتمبر 1960 في لندن، هو ملاكم محترف بريطاني سابق صنّف ضمن فئة وزن الريشة.

## إحصائيات
خاض خلال مسيرته 30 نزالا، فاز في 26 ولم يتعادل وخسر في 4. فاز بالضربة القاضية في 12 نزالا.

## روابط خارجية
- جيم ماكدونيل على موقع بوكس ريك (الإنجليزية) (registration required)